# الخدمات البريدية لكوريا الشمالية
الخدمة البريدية الكورية الشمالية (هانغل: ; هانجا: 조선의 체신체계) أو البريد الكوري الشمالي (هانغل: ; هانجا: 조선 우편) تديرها وزارة البريد والاتصالات ومكتب صيانة الاتصالات، الذي يشرف على الاتصالات البريدية والبرقيات والخدمة الهاتفية والبث التلفزيوني والصحف والمواد الأخرى ذات الصلة.

## روابط خارجية
- العقوبات ضد كوريا الشمالية في منتدى السياسة العالمية